# آدم ووكر (عازف فلوت)
آدم ووكر (بالإنجليزية: Adam Walker)‏ هو عازف فلوت ‏ بريطاني، ولد في 26 ديسمبر 1987.

## وصلات خارجية
- آدم ووكر على موقع ميوزك برينز (الإنجليزية)
- آدم ووكر على موقع أول ميوزيك (الإنجليزية)
- آدم ووكر على موقع ديسكوغز (الإنجليزية)